# Foshan Metro
Die Foshan Metro, kurz FMetro, ist die U-Bahn der chinesischen Stadt Foshan in der Provinz Guangdong. Die erste U-Bahn-Strecke auf dem Stadtgebiet von Foshan ist die Guangfo-Linie der Guangzhou Metro, die 2010 eröffnet wurde. Mit der Einweihung der Linie 2 im Jahr 2021 entstand das eigenständige Netz der Foshan Metro, die Guangfo-Linie wurde im Foshaner Stadtgebiet in Linie 1 umbenannt. Die langfristige Planung von etwa 2020 sah ein Netz mit 14 Linien und 560 Kilometern Länge vor.

## Netz

### Guangfo-Linie / Linie 1

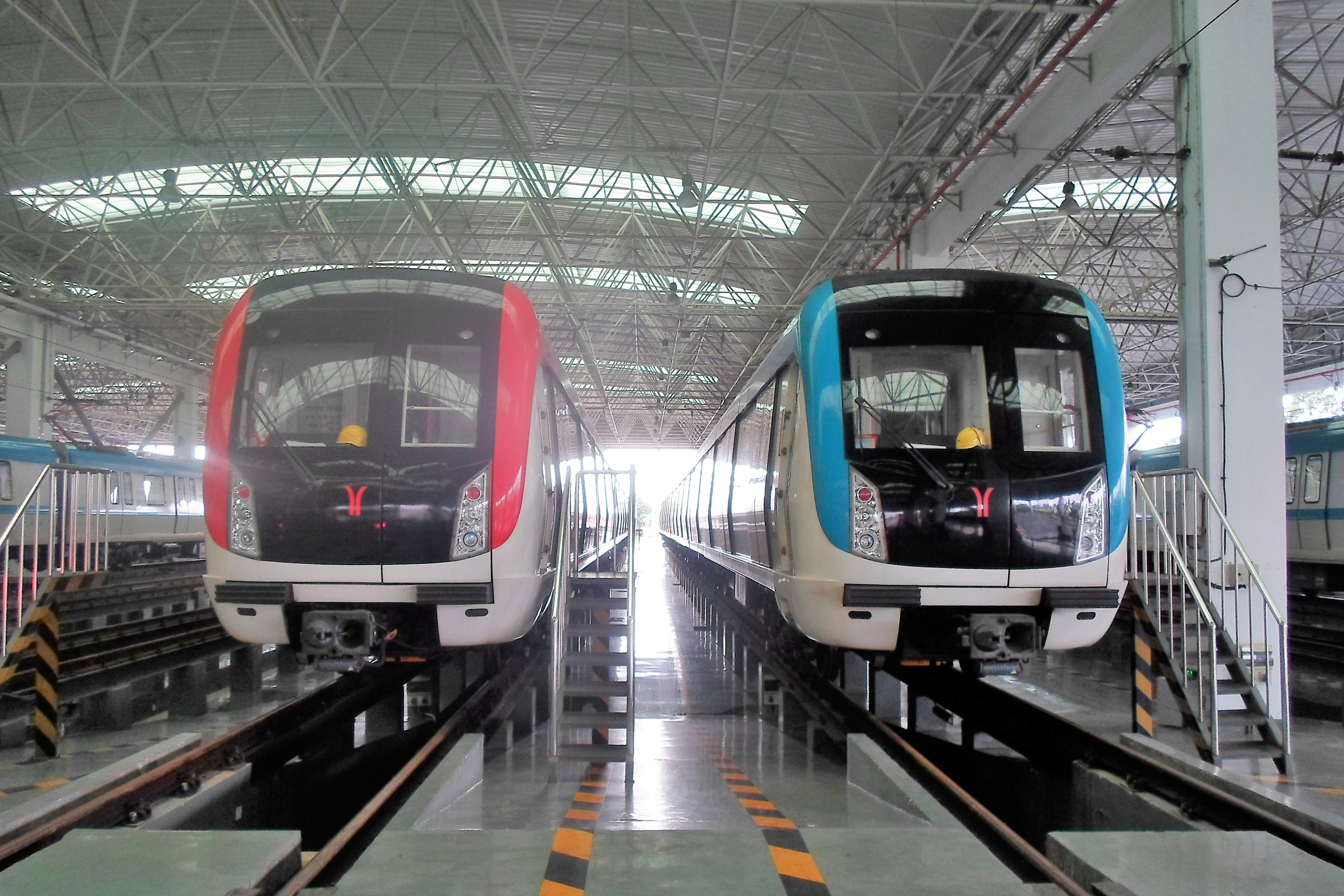
Züge der Guangfo-Linie im Depot

Die Guangfo-Linie wurde 2010 als Verbindung von Guangzhou und Foshan auf mehrheitlich Foshaner Gebiet eröffnet. Nach fünf Jahren wurde sie an beiden Enden erweitert und ist nun 39,5 Kilometer lang und hat 25 Stationen. Auf der Linie werden 51 Vierwagenzüge des Typs B eingesetzt, die zwischen 2009 und 2020 gefertigt wurden.

### Linie 2
Ende 2021 kam die Linie 2 hinzu. Auf 32,4 Kilometern Länge und mit 17 Stationen verbindet sie Nanzhuang mit dem Südbahnhof von Guangzhou an der Schnellfahrstrecke Peking–Guangzhou. An diesen Bahnhof schließen weitere Schnellfahrstrecken, etwa nach Hongkong, Nanning oder Guiyang, an und es kann in die Linien 2, 7 und 22 der Metro Guangzhou umgestiegen werden.

### Linie 3

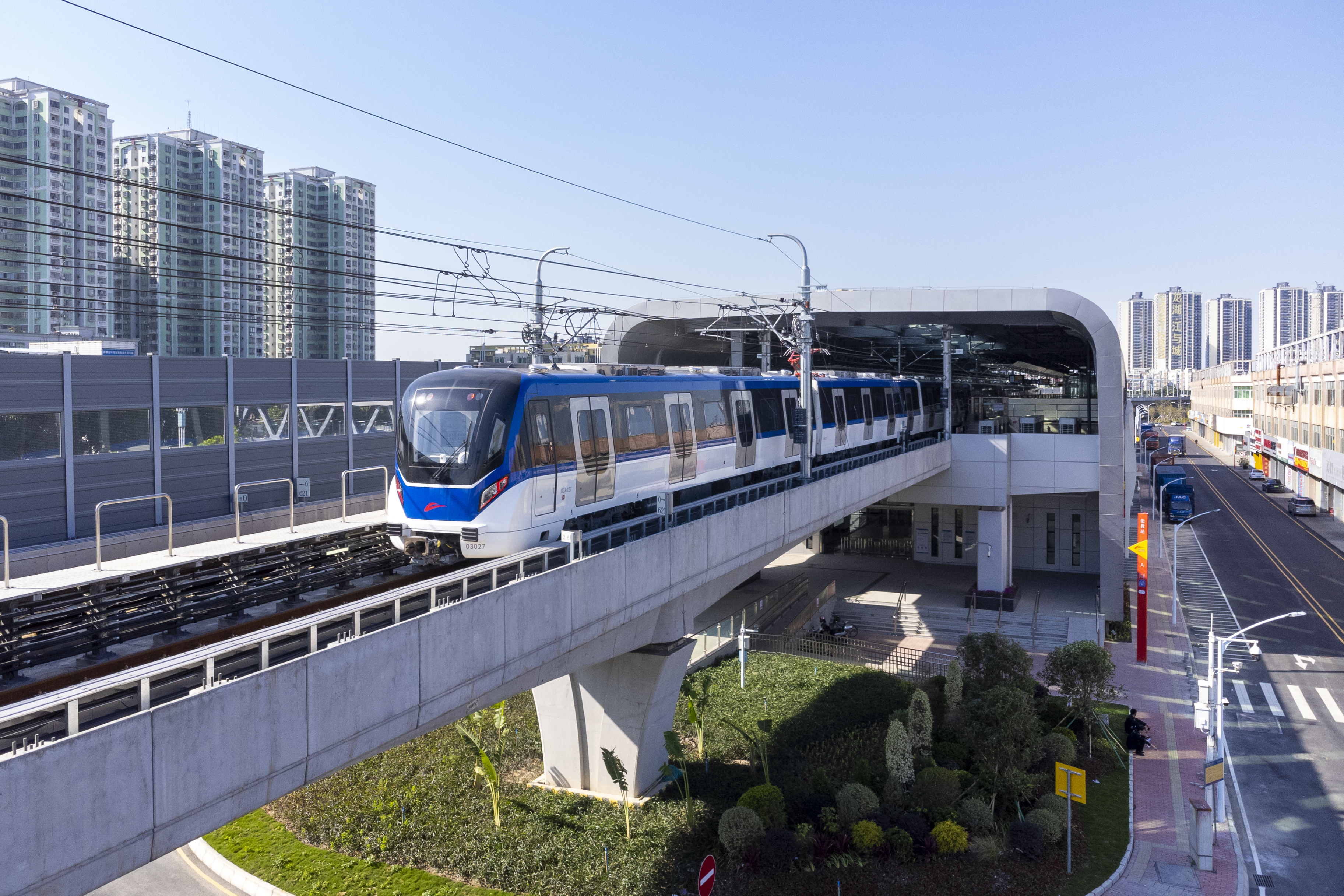
Die Linie 3 verläuft teilweise aufgeständert

Die Linie 3 verläuft erstmals ausschließlich in Foshan. Der erste Abschnitt wurde im Dezember 2022 eröffnet und verbindet Zhen’an mit der Shunde College Railway Station weit im Südosten. Dieser Abschnitt ist 40,7 Kilometer lang und hat 22 Stationen. Die Verlängerung nach Norden wird etappenweise in Betrieb genommen: Am 23. August 2024 wurde die Strecke um sechs Kilometer zum Zongshan Park verlängert und eine separate etwa 16 Kilometer lange Strecke zwischen Lianhe und der Universität Foshan eröffnet. Der rund vier Kilometer lange Lückenschluss beider Strecken befindet sich in Bau. Die Arbeiten können erst mit der Umgestaltung des dortigen Bahnhof Foshan abgeschlossen werden.
Für die gesamte Linie mit einer Länge von 66,1 Kilometern wurden 51 Sechswagenzüge des Typs B von CRRC Qingdao beschafft.
Die Bahnsteigsperren dieser Linie sind mit Gesichtserkennung ausgestattet.

### Weitere Linien in Bau oder Planung

Ausbauplanung für Foshan Metro und Guangzhou Metro

#### Linie 4
Seit Januar 2022 befindet sich die Linie 4 im Bau, im Farbschema mit Violett gekennzeichnet. Sie soll in einer ersten Phase von der Station Beijiang Avenue im Westen über 55,2 Kilometer und 33 Stationen bis zur Station Ganggang Road im Osten führen. Die unterirdische Streckenführung wird durch 5,3 Kilometer als Hochbahn unterbrochen. Es gibt an 14 Stationen Umsteigemöglichkeiten zu anderen Linien oder der Fernbahn. Die Strecke wird mit 1500 Volt Gleichspannung über Oberleitung versorgt und für eine Geschwindigkeit von 100 Stundenkilometer ausgelegt sein. Zu Beginn sollen sechs Züge des Typ B verkehren, die Zugsicherung hat jedoch eine Kapazität für 30 Züge pro Stunde und Richtung. Betriebswerk und Hauptzugdepot werden in Pingsheng errichtet, eine weitere Abstellanlage in Dalangshan.

#### Linie 11
Bisher lediglich geplant, jedoch von der Staatliche Kommission für Entwicklung und Reform (SKER) bereits genehmigt, ist eine Linie 11 mit der Linienfarbe Dunkeltürkis von der Station Rongqi Ferry im Süden entlang der Stadtgrenze zu Guangzhou nordwärts bis zur Station Hedong East an der Ringlinie 11 der Guangzhou Metro. Sie soll über 36,3 Kilometer und 18 Stationen führen, davon sind 7 Umsteigestationen zu anderen Linien oder der Fernbahn.

#### Linie 2 West
Ebenfalls bereits von der SKER genehmigt ist eine geplante westliche Verlängerung der Linie 2 von der derzeitigen Endstation Xi’an über 23,5 Kilometer und 10 Stationen mit einer Umsteigemöglichkeit zur Gaoming Tram bis zur zukünftigen Endstation Nanzhuang.

## Betrieb
Vor Eröffnung der Guangfo-Linie gab es zwischen den Verwaltungen der Städte Foshan und Guangzhou Streit über die Fahrpreise auf der neuen U-Bahn-Linie. Dieser wurde erst beigelegt, nachdem Foshan die Preisvorstellungen Guangzhous akzeptierte. FMetro gab daraufhin 16.000 Freitickets aus, als im November 2010 der Betrieb begann.

### Defizite
Niedrige Fahrgastzahlen und die hohe Abhängigkeit von Fahrscheinerlösen (über 75 Prozent der gesamten Einnahmen kamen 2024 aus Fahrscheinen, während andere Nahverkehrsbetriebe in China deutlich größere Einnahmen aus Vermietung und Geschäftstätigkeit in und um die Stationen herum erzielen) führten zu anhaltend hohen Betriebsverlusten trotz der Zuschüsse aus dem Stadthaushalt. Daraufhin hat die Foshan Metro Group im März 2025 auf der Linie 2 die Betriebszeiten eingeschränkt und die Taktfolge ausgedünnt. Diese Maßnahmen wurden im Mai 2025 auf die beiden anderen Linien ausgeweitet. Zudem wurden Rolltreppen abgeschaltet und Beleuchtung sowie Klimatisierung wurden in den Energiesparmodus versetzt.

## Straßenbahn
Foshan verfügt über zwei Straßenbahnlinien. Die durchgehend ebenerdige Gaoming Tram mit 6,6 Kilometern Streckenlänge wird mit Straßenbahnwagen mit Brennstoffzellen betrieben. Die Nanhai Tram ist dagegen als Light Metro ausgebaut. Von der 13,3 Kilometer langen Strecke verlaufen 7,6 Kilometer auf einem Viadukt und 2,6 Kilometer befinden sich im Tunnel. Beide Linien werden mit in Lizenz gebauten Škoda ForCity Alfa betrieben.

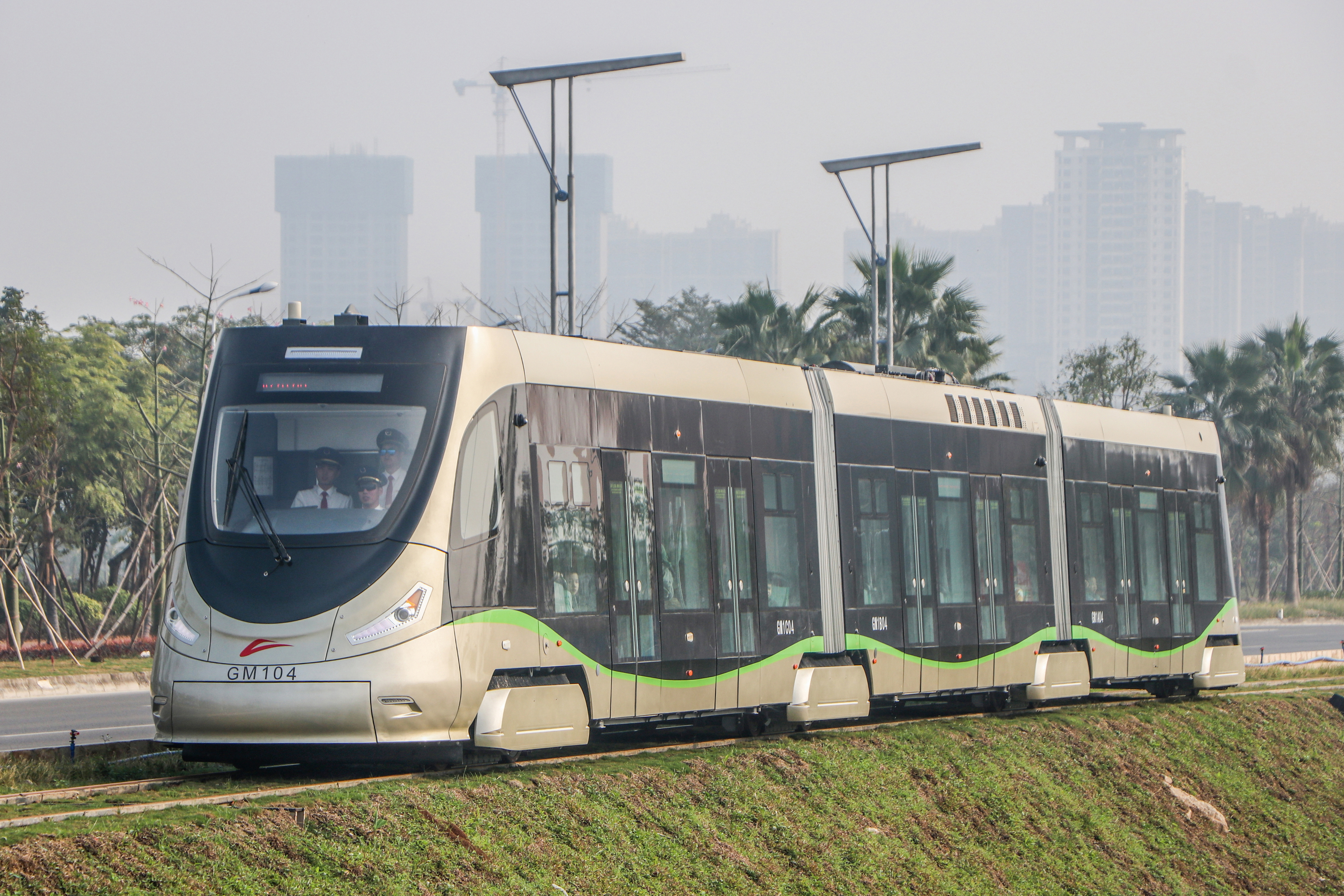
Lizenzbau eines Škoda ForCity Alfa auf der Gaoming Tram
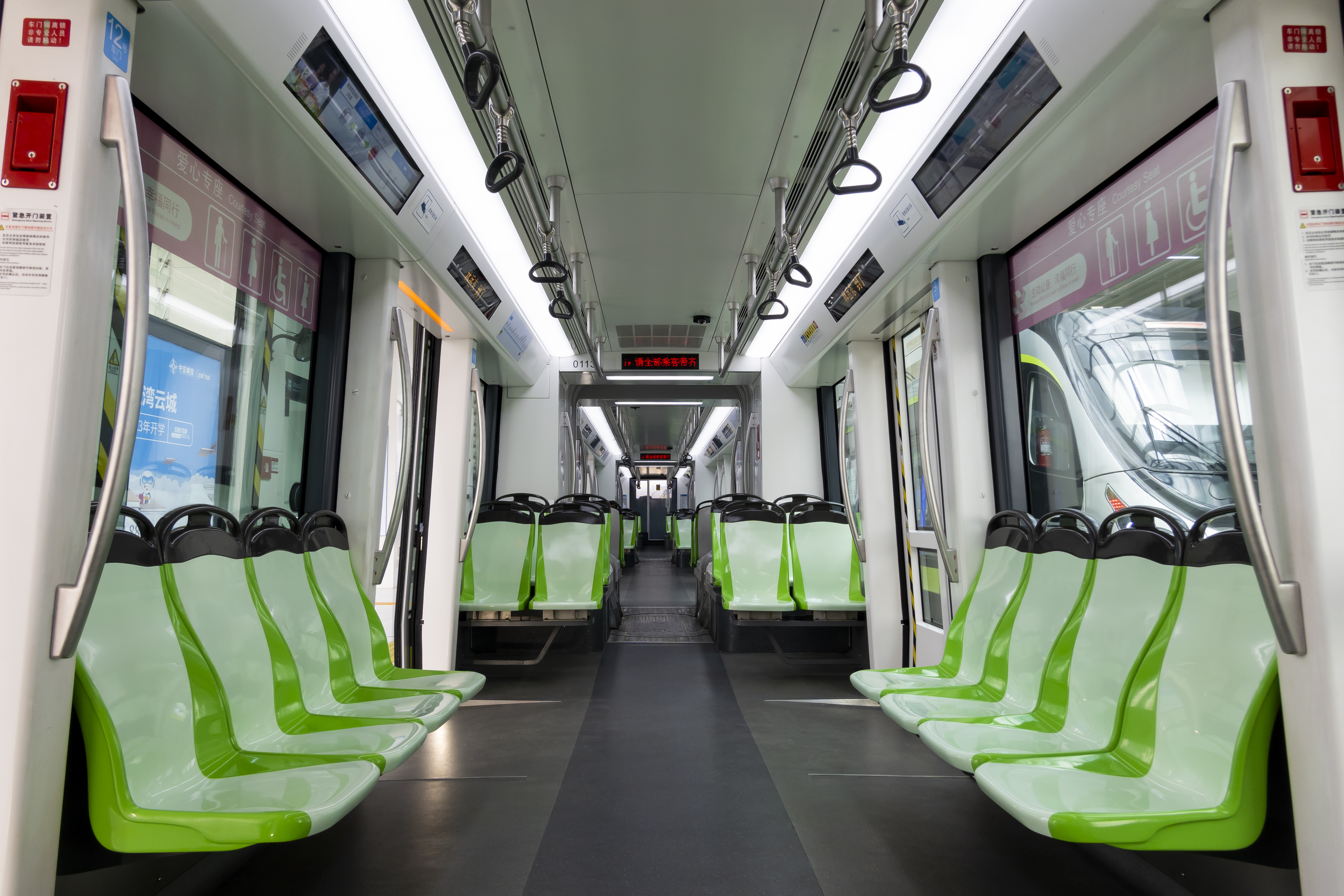
Innenraum eines ForCity Alfa
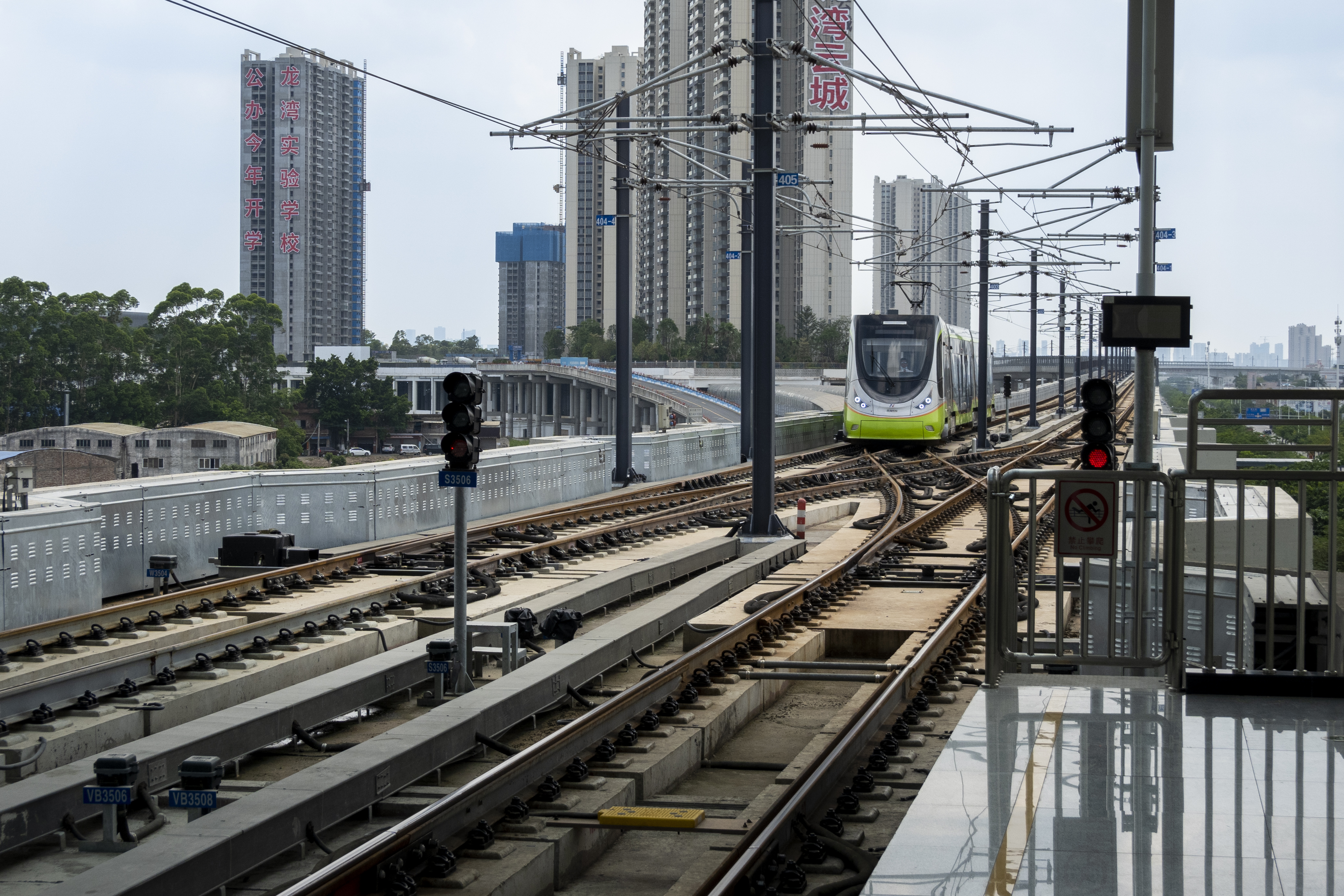
Viadukt der Nanhai Tram
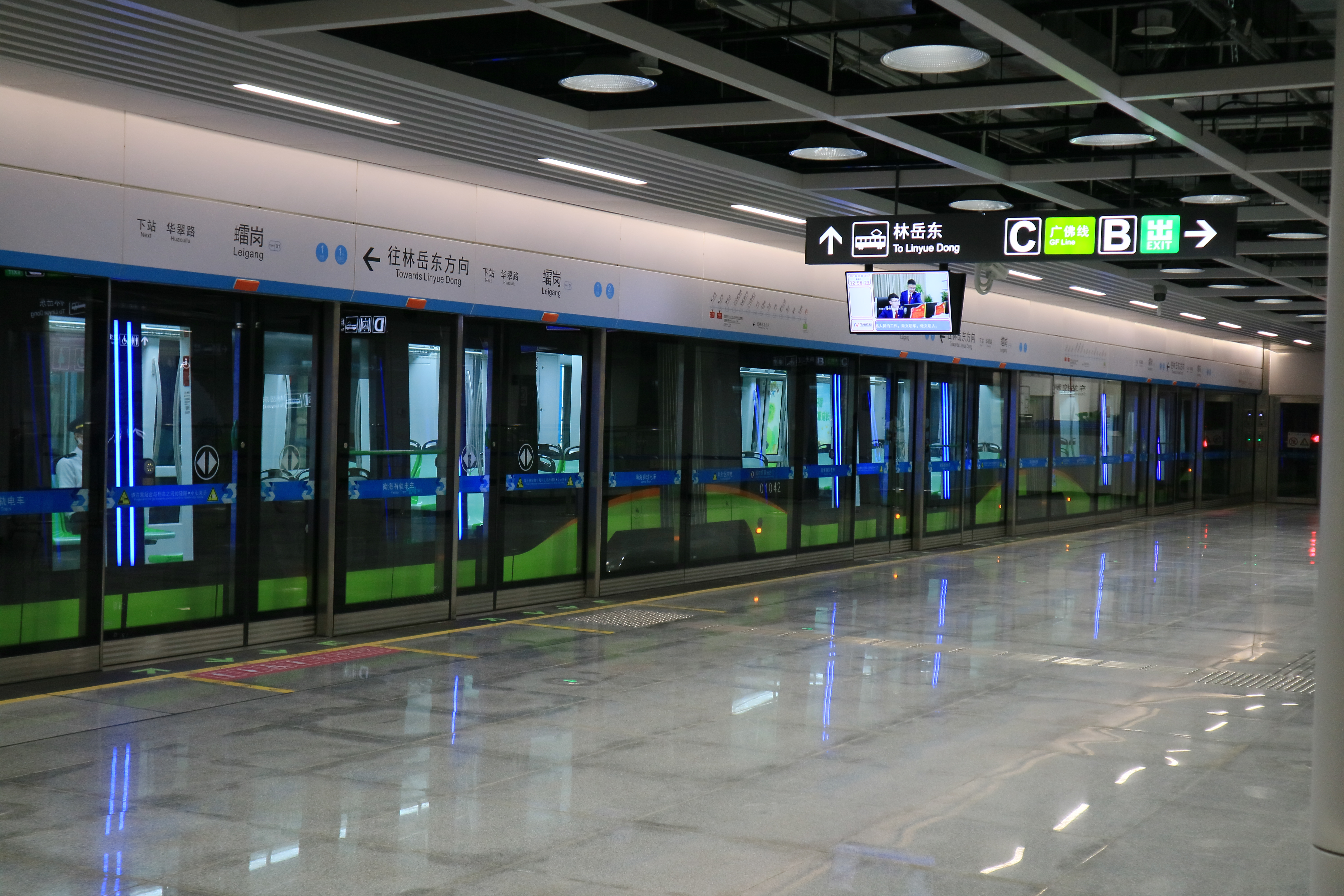
Station Leigang der Nanhai Tram